# Keteleng (Blado)
Keteleng is een bestuurslaag in het regentschap Batang van de provincie Midden-Java, Indonesië. Keteleng telt 2431 inwoners (volkstelling 2010).